# Poştbinə
Poştbinə è un comune dell'Azerbaigian situato nel distretto di Balakən. Conta una popolazione di 1 246 abitanti.